# 相模原市立新宿小学校
相模原市立新宿小学校（さがみはらしりつ しんじゅくしょうがっこう）は、神奈川県相模原市中央区田名に存在する公立の小学校である。

## 沿革
- 1983年（昭和58年） - 校舎建築[1]。
- 1984年（昭和59年）4月1日 - 設立。

## 通学区域
- 相模原市中央区[2]
  - 上溝6丁目（9番(11号～17号）・10番～17番・18番(28号～32号)）
  - 上溝（2370番～2416番・2421番1号・2421番13号～2421番17号・2436番・2438番～2543番・2594番～2613番・2621番・2651番・2652番・3754番～3782番・3804番～3903番・3920番～3956番）
  - 田名（3986番～4020番・4048番～4104番2号・4104番6号・4105番～4117番1号・4117番4号・4118番・4124番8号・4125番1号・4126番1号・4126番6号・4126番7号・4127番1号・4128番3号・4137番1号・4138番～4152番1号・4152番5号～4152番12号・4155番1号・4156番～4240番・4284番～4349号・6813番1号・6814番1号・6814番6号・6814番12号・6815番～6818番・6853番～7567番1号・7568番1号・7569番1号・7571番2号・7572番1号・7577番2号・7578番2号・7579番1号・7580番1号・7603番2号・7604番1号・7605番2号・7606番1号・7623番2号・7624番1号・7625番1号・7626番1号・7627番1号・7628番1号・7629番1号・7630番1号・7631番1号・7632番1号・7633番1号・7634番1号・7635番1号・9964番1号・9965番1号・9967番1号・9968番1号・9969番1号・9972番・9973番1号・9974番1号・9975番・9976番1号・9977番1号・9978番1号・9979番～9981番1号・9982番1号・9983番～10004番1号・10005番1号・10006番～10008番1号・10009番1号・10010番～10012番1号・10013番1号・10016番・10017番・10067番1号・10068番～10149番）

## 進学中学校
- 相模原市中央区[3]
  - 相模原市立上溝南中学校 - 上溝6丁目（9番11号～9番17号・10番～17番・18番28号～18番32号）・上溝（2370番～2416番・2421番1号・2421番13号～2421番17号・2436番・2438番～2543番・2594番～2613番・2621番・2651番・2652番・3754番～3782番・3804番～3903番・3920番～3956番）・田名（3987番2号・3998番～4002番・4003番4号・4003番8号～4003番11号・4004番～4006番1号・4007番2号・4118番1号・6813番1号・6814番1号・6814番6号・6814番12号・6815番～6818番・6853番～7567番1号・7568番1号・7569番1号・7571番2号・7572番1号・7577番2号・7578番2号・7579番1号・7580番1号・7603番2号・7604番1号・7605番2号・7606番1号・7623番2号・7624番1号・7625番1号・7626番1号・7627番1号・7628番1号・7629番1号・7630番1号・7631番1号・7632番1号・7633番1号・7634番1号・7635番1号・9964番1号・9965番1号・9967番1号・9968番1号・9969番1号・9972番・9973番1号・9974番1号・9975番・9976番1号・9977番1号・9978番1号・9979番～9981番1号・9982番1号・9983番～10004番1号・10005番1号・10006番～10008番1号・10009番1号・10010番～10012番1号・10013番1号・10016番・10017番・10067番1号・10068番～10149番）に在住の児童が進学
  - 相模原市立田名中学校 - 田名（3986番・3987番1号・4003番1号・4006番4号・4006番5号・4007番1号・4008番～4020番・4048番～4104番2号・4104番6号・4105番～4117番1号・4117番4号・4118番・4124番8号・4125番1号・4126番1号・4126番6号・4126番7号・4127番1号・4128番3号・4137番1号・4138番～4152番1号・4152番5号〜4152番12号・4155番1号・4156番～4187番・4118番2号～4240番・4284番～4349番）に在住の児童が進学

## 交通アクセス
- 淵野辺駅（JR横浜線）・相模原駅（JR横浜線）・上溝駅（JR相模線）から神奈川中央交通バスに乗車、「石橋」バス停より徒歩8分。